# Премія Овідія
Премія Овідія — румунська літературна премія, яка вручається письменникам за видатну літературну діяльність.

## Лауреати
- Ален Роб-Ґріє, Хорхе Семпрун (2002)
- Ісмаїл Кадаре, Антоніу Лобу Антуніш (2003)
- Амос Оз, Томаж Шаламун (2004)
- Кенгіз Бекташ, Маріо Варгас Льйоса (2005)
- Джордж Сіртеш, Андрей Кодреску (2006)
- Євген Євтушенко (2007)
- Ірина Денежкіна, Орхан Памук (2008)
- Джоель Гебель, Петер Естергазі (2009)
- Мад'єн Т'єн, Жан д'Ормессон (2010)
- Огнєн Спахич, Мілан Кундера (2011)